# Podrinje
Podrinje (serbiska: Подриње) är en ort i Kroatien.   Den ligger i länet Srijem, i den östra delen av landet, 220 km öster om huvudstaden Zagreb. Podrinje ligger 87 meter över havet och antalet invånare är 281.
Terrängen runt Podrinje är mycket platt. Runt Podrinje är det ganska glesbefolkat, med 29 invånare per kvadratkilometer. Närmaste större samhälle är Osijek, 17,7 km norr om Podrinje. Trakten runt Podrinje består till största delen av jordbruksmark.